# Olena Iatsenko
Olena Iatsenko   (Khàrkiv, 4 d'octubre de 1977) és una jugadora d'handbol ucraïnesa ja retirada. El 2004 va prendre part en els Jocs Olímpics d'Atenes, on guanyà la medalla de bronze en la competició d'handbol. En el seu palmarès també destaca una medalla de plata al campionat d'Europa d'handbol del 2000.
A nivell de clubs jugà al HC Spartak Kyiv (1992-2001), RK Krim (2001-200), 29 Arvo (2009-2010) i Dinamo de Volgograd (2010-2013).